# Jacques Mercier-Bussienne
Jacques Mercier-Bussienne, né le 12 août 1911 à Clamart et décédé le 29 août 1987 à Baden (Morbihan), est un journaliste français.

## Biographie
Cet universitaire, comme d'autres, a fait la guerre : sous-lieutenant d'infanterie en 1940, deux blessures. Interné en France, en Suisse. Déporté-résistant en Allemagne. Il finit sa carrière d'officier de réserve à la fin de la guerre d'Algérie sous le grade de lieutenant-colonel. Il fut un auteur indépendant, un journaliste, un collaborateur de diverses publications spécialisées, comme le Dictionnaire de théologie catholique. Il fut secrétaire du groupe parlementaire à l'Assemblée nationale et membre de divers cabinets ministériels de 1945 à 1956. Il fut également Informateur religieux à Rome plusieurs années durant jusqu'en 1976 et en même temps professeur à l'Institut des sciences et techniques d'opinion publique (ISOP) et assistant du président de l'Université internationale des sciences sociales. Il fut fondateur et directeur de l'hebdomadaire illustré Famille chrétienne.

## Décorations militaires
- Officier de la Légion d'honneur
- Chevalier de l'Ordre du Mérite de la République italienne
- Croix noir du Bénin

## Publications
- L'Était capitaine, Paris,
- 4 septembre 1870 : Napoléon III quitte la scène, Albin Michel, Paris, 1967.
- Vingt siècles d'histoire du Vatican de saint Pierre à Jean-Paul II, Lavauzelle, Paris, 1978.